# Eric Sandström
Eric Hjalmar Anders Sandström, född 18 oktober 1910 i Timrå församling, Västernorrlands län, död 17 mars 1992 i Stockholm, var en svensk radiomedarbetare och sångtextförfattare.
Sandström var byrådirektör och fram till sin pensionering 1975 informationschef vid Televerket. Han var son till konsthandlaren Thure Sandström och Sigrid, född Renlund. Han gifte sig 15 oktober 1938 med Eivor Jacobsson. Eric Sandström är gravsatt i minneslunden på Nacka norra kyrkogård.

## Radiomedarbetare
Eric Sandström debuterade i radio som jazzkåsör på 1940-talet och blev känd som "mannen med den mjuka stämman" i morgonprogrammet Kvar i sängen, som sändes på 1950-talet. Sandström har också skrivit texten till Sommar, sommar, sommar, som är radioprogrammet Sommars signaturmelodi. Han var under 1960-talet i flera omgångar programvärd i programserien Det ska vi fira. Han ledde också radioprogrammet Sveriges cykelradio.

## Textförfattare
Sandström stod, tillsammans med kollegan på Televerket kompositören Gösta Westerberg, bakom de återkommande Telerevyerna Tillsammans skrev de, under namnen Jessup och Sandy, Erik och Gösta samt Tim o tej, flera välkända schlagermelodier och texter, till exempel Jag skall ta morfar med mej ut i kväll och en svensk text till Jingle bells, Bjällerklang. Sången Här kommer det en viking från 1947, med musik av Gösta Westerberg, ingick år 1965 i filmen För tapperhet i tält. Han skrev även flera texter åt sångerskan Alice Babs..

## Filmmanus
- 1948 - Hälsingborg var god och dröj
- 1952 - Drömsemester

## Filmmusik
- 1948 - Solkatten